# 利店镇
利店镇，是中华人民共和国四川省乐山市沐川县下辖的一个乡镇级行政单位。2019年12月，撤销凤村乡，将其所属行政区域划归利店镇管辖。

## 行政区划
利店镇下辖以下地区：
利民坝社区、大桥村、后山村、大田村、桥头村、大坪村、回龙村、涧溪村、三河村、楼房村、朝阳村、珠溪村、天坪村和老林村。